# Summer Sixteen Tour
A Summer Sixteen Tour foi uma turnê conjunta do rapper canadense Drake e do rapper americano Future. Seu início ocorreu em 20 de julho de 2016, em Austin, no Texas, e foi concluída em Toronto, Ontario, em 8 de outubro de 2016. Agendada para 60 apresentações pela América do Norte, a turnê foi produzida pela Apple Music, em conjunto com o quarto álbum de estúdio de Drake, Views, o quarto álbum de estúdio de Future, Evol e a mixtape colaborativa What a Time to Be Alive. A digressão obteve uma receita de US$ 84,3 milhões de dólares em 54 apresentações, batendo o recorde da turnê Watch the Throne Tour, que segurava o recorde da turnê mais lucrativa de hip-hop de todos os tempos.

## Antecedentes
Drake e Future colaboraram pela primeira vez em 2012, na canção "Tony Montana". Em 2015, o duo lançou "Where Ya At", posteriormente presente no terceiro álbum do rapper Future, DS2. Desde então, outras notáveis colaborações entre os atistas ocorreram, incluindo a canção "Grammys" de Drake e "Jumpman". O duo trabalhou na mixtape colaborativa What a Time to Be Alive, lançada em 20 de setembro de 2015. Ao longo de 2013 e 2014, durante a turnê Would You Like a Tour?, Future fez diversas aparições ao lado de Drake e participou como ato de abertura da digressão.
Rumores de uma turnê colaborativa entre Drake e Future iniciaram após o lançamento da mixtape What a Time to Be Alive, após a postagem de Drake no Twitter dizendo que planejava embarcar uma turnê com Future durante o verão. Em 25 de abril de 2016, a turnê foi divulgada e Future foi anunciado como artista participante da digressão. No mesmo dia, diversas datas de apresentações foram adicionadas ao site oficial de Drake, contando com o grupo dvsn e o rapper Roy Woods como atos de abertura.

## Repertório
1. "Summer Sixteen"
2. "Still Here"
3. "Started from the Bottom"
4. "9"
5. ""U With Me?"
6. "Feel No Ways"
7. "Headlines"
8. "Trophies"
9. "HYFR (Hell Ya Fucking Right)"
10. "0 to 100 / The Catch Up" / "6 God" / "Worst Behavior" / "We Made It" / "Blessings" / "All Me" / "No Lie" / "Versace"/ "Pop That" / "Over" / "I'm on One" / "Up All Night" / "Miss Me" / "Crew Love"
11. "With You"
12. "Child’s Play"
13. "Fire and Desire"
14. "Come and See Me"
15. "Faithful" (with dvsn)
16. "Hotline Bling"
17. "Hold On, We're Going Home"
18. "The Motto"
19. "Right Hand"
20. "For Free"
21. "My Way"(cover de Fetty Wap)
22. "Grammys"
23. "Scholarships"
24. "Love Me"
25. "I'm the Plug"
26. "Big Rings"
27. "Jumpman"
28. "Diamonds Dancing"
29. "Work"
30. "Take Care" / "Too Good" (versos)
31. "Controlla"
32. "One Dance"
33. "Back to Back"
34. "Pop Style"
35. "Hype"
36. "Know Yourself"
37. "Energy"
38. "Legend"

## Datas
| Data                   | Cidade           | País           | Local                      | Atos de abertura | Público                 | Receita        |
| North America          | North America    | North America  | North America              | North America    | North America           | North America  |
| ---------------------- | ---------------- | -------------- | -------------------------- | ---------------- | ----------------------- | -------------- |
| 20 de julho de 2016    | Austin           | Estados Unidos | Frank Erwin Center         | Roy Woods dvsn   | 11,318 / 11,318         | US$ 1,470,583  |
| 21 de julho de 2016    | Dallas           | Estados Unidos | American Airlines Center   | Roy Woods dvsn   | 12,605 / 13,493         | US$ 1,563,490  |
| 23 de julho de 2016    | Kansas City      | Estados Unidos | Sprint Center              | Roy Woods dvsn   | 12,983 / 13,364         | US$ 1,180,862  |
| 24 de julho de 2016    | Saint Paul       | Estados Unidos | Xcel Energy Center         | Roy Woods dvsn   | 13,624 / 14,014         | US$ 1,346,114  |
| 26 de julho de 2016    | Chicago          | Estados Unidos | United Center              | Roy Woods dvsn   | 27,037 / 30,294         | US$ 3,214,405  |
| 27 de julho de 2016    | Chicago          | Estados Unidos | United Center              | Roy Woods dvsn   | 27,037 / 30,294         | US$ 3,214,405  |
| 28 de julho de 2016    | Auburn Hills     | Estados Unidos | The Palace of Auburn Hills | Roy Woods dvsn   | 12,325 / 12,325         | US$ 1,308,351  |
| 31 de julho de 2016    | Toronto          | Canadá         | Air Canada Centre          | Roy Woods dvsn   | 30,070 / 30,070         | US$ 2,686,110  |
| 1 de agosto de 2016    | Toronto          | Canadá         | Air Canada Centre          | Roy Woods dvsn   | 30,070 / 30,070         | US$ 2,686,110  |
| 4 de agosto de 2016    | Nova Iorque      | Estados Unidos | Madison Square Garden      | Roy Woods dvsn   | 58,085 / 58,085         | US$ 6,804,352  |
| 5 de agosto de 2016    | Nova Iorque      | Estados Unidos | Madison Square Garden      | Roy Woods dvsn   | 58,085 / 58,085         | US$ 6,804,352  |
| 6 de agosto de 2016    | Nova Iorque      | Estados Unidos | Madison Square Garden      | Roy Woods dvsn   | 58,085 / 58,085         | US$ 6,804,352  |
| 8 de agosto de 2016    | Nova Iorque      | Estados Unidos | Madison Square Garden      | Roy Woods dvsn   | 58,085 / 58,085         | US$ 6,804,352  |
| 10 de agosto de 2016   | Boston           | Estados Unidos | TD Garden                  | Roy Woods dvsn   | 13,490 / 13,951         | US$ 1,463,377  |
| 12 de agosto de 2016   | Buffalo          | Estados Unidos | First Niagara Center       | Roy Woods dvsn   | 13,547 / 13,965         | US$ 1,540,131  |
| 13 de agosto de 2016   | Columbus         | Estados Unidos | Nationwide Arena           | Roy Woods dvsn   | 13,986 / 14,417         | US$ 1,510,033  |
| 14 de agosto de 2016   | Nashville        | Estados Unidos | Bridgestone Arena          | Roy Woods dvsn   | 15,931 / 15,931         | US$ 1,410,223  |
| 16 de agosto de 2016   | Detroit          | Estados Unidos | Joe Louis Arena            | Roy Woods dvsn   | 14,891 / 15,674         | US$ 1,504,752  |
| 17 de agosto de 2016   | Pittsburgh       | Estados Unidos | Consol Energy Center       | Roy Woods dvsn   | 13,622 / 13,622         | US$ 1,351,855  |
| 19 de agosto de 2016   | Washington, D.C. | Estados Unidos | Verizon Center             | Roy Woods dvsn   | 27,663 / 28,584         | US$ 3,259,446  |
| 20 de agosto de 2016   | Washington, D.C. | Estados Unidos | Verizon Center             | Roy Woods dvsn   | 27,663 / 28,584         | US$ 3,259,446  |
| 21 de agosto de 2016   | Filadélfia       | Estados Unidos | Wells Fargo Center         | Roy Woods dvsn   | 13,402 / 13,402         | US$ 1,752,511  |
| 23 de agosto de 2016   | Greensboro       | Estados Unidos | Greensboro Coliseum        | Roy Woods dvsn   | 13,720 / 14,184         | US$ 1,304,350  |
| 25 de agosto de 2016   | Atlanta          | Estados Unidos | Philips Arena              | Roy Woods dvsn   | 28,864 / 28,864         | US$ 3,106,599  |
| 26 de agosto de 2016   | Atlanta          | Estados Unidos | Philips Arena              | Roy Woods dvsn   | 28,864 / 28,864         | US$ 3,106,599  |
| 27 de agosto de 2016   | Tampa            | Estados Unidos | Amalie Arena               | Roy Woods dvsn   | 13,337 / 13,337         | US$ 1,401,166  |
| 30 de agosto de 2016   | Miami            | Estados Unidos | American Airlines Arena    | Roy Woods dvsn   | 26,608 / 27,806         | US$ 3,282,545  |
| 31 de agosto de 2016   | Miami            | Estados Unidos | American Airlines Arena    | Roy Woods dvsn   | 26,608 / 27,806         | US$ 3,282,545  |
| 2 de setembro de 2016  | Nova Orleans     | Estados Unidos | Smoothie King Center       | Roy Woods dvsn   | 13,241 / 14,073         | US$ 1,243,871  |
| 3 de setembro de 2016  | Houston          | Estados Unidos | Toyota Center              | Roy Woods dvsn   | 24,507 / 24,507         | US$ 3,352,284  |
| 4 de setembro de 2016  | Houston          | Estados Unidos | Toyota Center              | Roy Woods dvsn   | 24,507 / 24,507         | US$ 3,352,284  |
| 6 de setembro de 2016  | Phoenix          | Estados Unidos | Talking Stick Resort Arena | Roy Woods dvsn   | 12,084 / 12,542         | US$ 1,310,117  |
| 7 de setembro de 2016  | Los Angeles      | Estados Unidos | Staples Center             | Roy Woods dvsn   | 40,155 / 40,227         | US$ 4,809,979  |
| 9 de setembro de 2016  | Los Angeles      | Estados Unidos | Staples Center             | Roy Woods dvsn   | 40,155 / 40,227         | US$ 4,809,979  |
| 10 de setembro de 2016 | Los Angeles      | Estados Unidos | Staples Center             | Roy Woods dvsn   | 40,155 / 40,227         | US$ 4,809,979  |
| 11 de setembro de 2016 | Las Vegas        | Estados Unidos | T-Mobile Arena             | Roy Woods dvsn   | 15,142 / 15,142         | US$ 2,089,942  |
| 13 de setembro de 2016 | Oakland          | Estados Unidos | Oracle Arena               | Roy Woods dvsn   | 24,956 / 25,831         | US$ 3,294,596  |
| 14 de setembro de 2016 | Oakland          | Estados Unidos | Oracle Arena               | Roy Woods dvsn   | 24,956 / 25,831         | US$ 3,294,596  |
| 16 de setembro de 2016 | Tacoma           | Estados Unidos | Tacoma Dome                | Roy Woods dvsn   | 18,120 / 18,120         | US$ 1,748,350  |
| 17 de setembro de 2016 | Vancouver        | Canadá         | Rogers Arena               | Roy Woods dvsn   | —                       | —              |
| 18 de setembro de 2016 | Vancouver        | Canadá         | Rogers Arena               | Roy Woods dvsn   | —                       | —              |
| 20 de setembro de 2016 | Edmonton         | Canadá         | Rogers Place               | Roy Woods dvsn   | —                       | —              |
| 21 de setembro de 2016 | Edmonton         | Canadá         | Rogers Place               | Roy Woods dvsn   | —                       | —              |
| 24 de setembro de 2016 | San Jose         | Estados Unidos | SAP Center                 | Roy Woods dvsn   | 25,817 / 26,591         | US$ 3,099,176  |
| 25 de setembro de 2016 | San Jose         | Estados Unidos | SAP Center                 | Roy Woods dvsn   | 25,817 / 26,591         | US$ 3,099,176  |
| 27 de setembro de 2016 | Inglewood        | Estados Unidos | The Forum                  | Roy Woods dvsn   | 42,316 / 42,316         | US$ 4,545,367  |
| 28 de setembro de 2016 | Inglewood        | Estados Unidos | The Forum                  | Roy Woods dvsn   | 42,316 / 42,316         | US$ 4,545,367  |
| 29 de setembro de 2016 | Inglewood        | Estados Unidos | The Forum                  | Roy Woods dvsn   | 42,316 / 42,316         | US$ 4,545,367  |
| 1 de outubro de 2016   | Denver           | Estados Unidos | Pepsi Center               | Roy Woods dvsn   | —                       | —              |
| 2 de outubro de 2016   | Denver           | Estados Unidos | Pepsi Center               | Roy Woods dvsn   | —                       | —              |
| 4 de outubro de 2016   | Des Moines       | Estados Unidos | Wells Fargo Center         | Roy Woods dvsn   | —                       | —              |
| 5 de outubro de 2016   | Chicago          | Estados Unidos | United Center              | Roy Woods dvsn   | —                       | —              |
| 7 de outubro de 2016   | Montreal         | Canadá         | Bell Centre                | Roy Woods dvsn   | 15,731 / 15,731         | US$ 1,722,100  |
| 8 de outubro de 2016   | Toronto          | Canadá         | Air Canada Centre          | Roy Woods dvsn   | 15,485 / 15,485         | US$ 1,561,900  |
| Total                  | Total            | Total          | Total                      | Total            | 634,662 / 647,265 (98%) | US$ 71,238,937 |

## Apresentações canceladas
| Data                  | Cidade     | País           | Local              | Motivo             |
| --------------------- | ---------- | -------------- | ------------------ | ------------------ |
| 9 de outubro de 2016  | Toronto    | Canadá         | Air Canada Centre  | Lesão no tornozelo |
| 11 de outubro de 2016 | Brooklyn   | Estados Unidos | Barclays Center    | Lesão no tornozelo |
| 12 de outubro de 2016 | Brooklyn   | Estados Unidos | Barclays Center    | Lesão no tornozelo |
| 13 de outubro de 2016 | Filadélfia | Estados Unidos | Wells Fargo Center | Lesão no tornozelo |
| 15 de outubro de 2016 | Newark     | Estados Unidos | Prudential Center  | Lesão no tornozelo |
| 16 de outubro de 2016 | Newark     | Estados Unidos | Prudential Center  | Lesão no tornozelo |